# Clara Mulholland
Clara Mulholland (née à Belfast en 1849 et morte à Littlehampton en 1934)  est une écrivaine irlando-anglaise parmi les plus productives de la fin du XIXe et début du XXe siècle. En plus de nombreux romans, elle écrit de la littérature pour enfants, des pièces de théâtre et est traductrice du français vers l'anglais.

## Jeunesse et formation
Clara Mulholland est née à Belfast en 1849. Ses parents sont Maria Coleman et Joseph Stevenson Mulholland.
Elle a deux sœurs aînées, la romancière Rosa Mulholland (en) et Lady Ellen Russell, épouse de Charles Russell, baron Russell de Killowen  et un frère, William Mulholland,.
Lorsque son père meurt, en 1855, la famille quitte Belfast pour Londres.
Clara Mulholland est éduquée à domicile, avec des séjours à Loughborough, dans un couvent des Sœurs de la Providence de l'Institut de la Charité, puis en Belgique, au pensionnat des Dames de Marie Coloma à Malines,.
En 1901, Clara Mulholland, qui est célibataire, réside à Portman Mansions, Marylebone, et est enregistrée comme « écrivaine de fiction ».

## Carrière

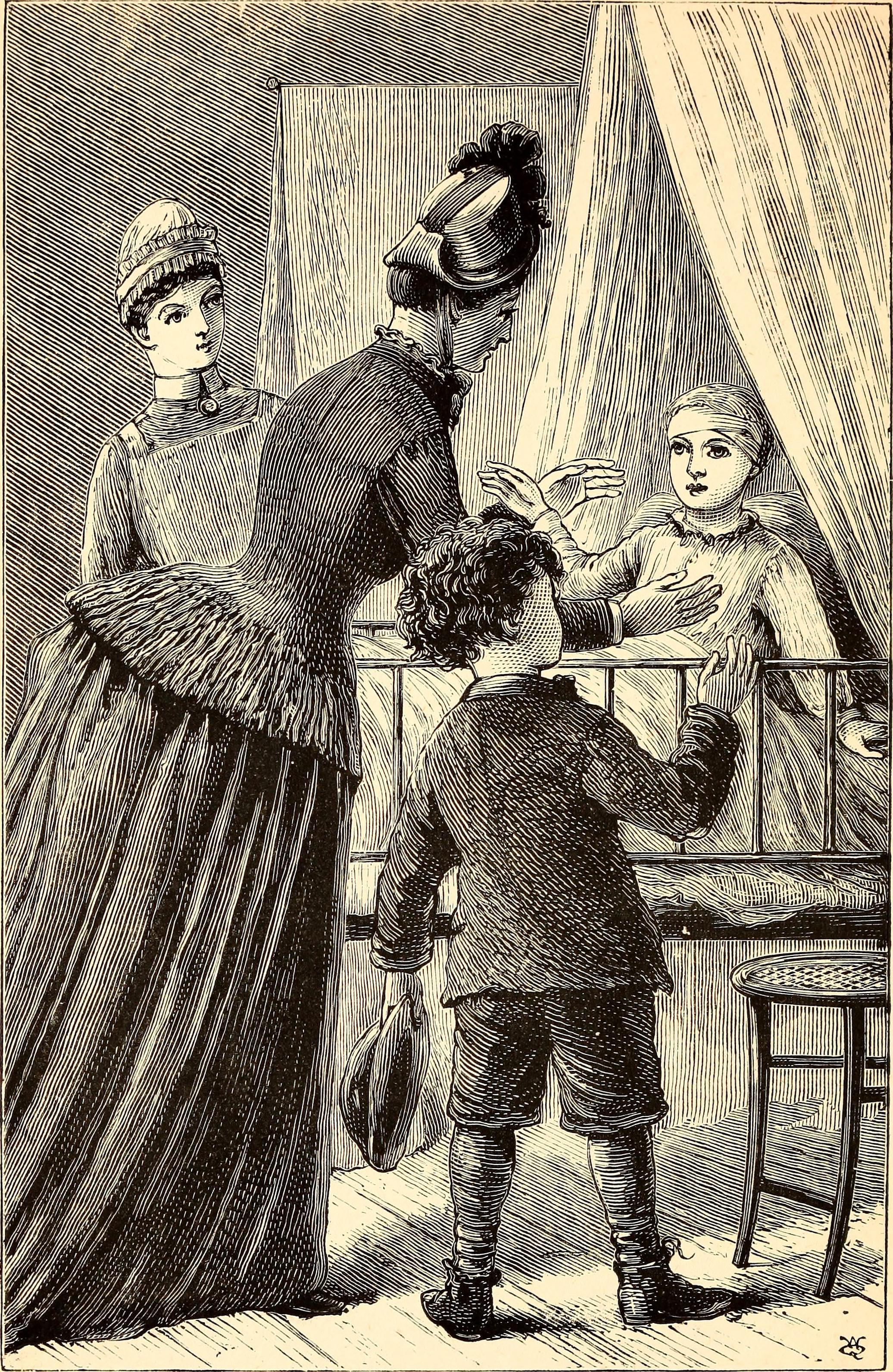
Les étranges aventures du petit Perce-neige et autres contes

Clara Mulholland écrit son premier roman dans les années 1880 et continue d'écrire de nombreux ouvrages durant toute sa vie ainsi que des histoires pour enfants, des pièces de théâtre, des articles publiés dans différents journaux et magazines londoniens.
Parmi ses livres pour enfants, Naughty Miss Bunny, un conte moral nourri de valeurs victoriennes raconte les relations d'apprentissage entre une fillette gâtée et sa gouvernante. Il est réédité à plusieurs reprises de 1891 à 2016,.
Elle traduit également des textes du français vers l'anglais. Sa traduction du Petit Bossu, de la Comtesse de Ségur, est publiée à Londres en 1876, avec une nouvelle édition en 1883. La traduction de Flore mystique de saint François de Sales, ou la Vie chrétienne sous l'emblême des plantes est publiée à Londres en 1880. Elle traduit également Le pouvoir de St Joseph de Jean-Joseph Huguet (Dublin, McGlashan et Gill, 1876).
Elle écrit, en 1897, avec sa sœur Rosa Mulholland, des courtes pièces de théâtre pour enfants, Bound Together.

## Décès
Clara Mulholland décède chez elle à South Terrace, Littlehampton, Sussex, en 1934.

## Œuvres

### Romans
- The Little Bogtrotters; or, A Few Weeks at Conmore, 1878. Réed. Forgotten Books, 2018, 190 p.  (ISBN 978-0332823003)
- Linda's Misfortunes and Little Brian's trip to Dublin, 1885
- The Miser of King's Court, 1887
- Percy's Revenge - a story for boys, 1887. Réd. Kessinger Publishing, 2007, 324 p.  (ISBN 978-0548544464)
- The Strange Adventures of Little Snowdrop, 1889. Rééd. Forgotten Books, 2018, 240 p.  (ISBN 978-0364239162)
- Naughty Miss Bunny : a story for little children, 1891. Rééd. Palala Press, 2016, 330 p.  (ISBN 978-1357655136)
- Kathleen Mavourneen, 1890 Rééd. Forgotten Books, 2019, 144 p.  (ISBN 978-0365515081)
- Little Merry Face and his crown of content : and other tales, 1891
- Ella's sacrifice, 1891
- Little Larry, 1891
- The O'Briens' Christmas, 1892
- A Striking Contrast, 1895. Rééd. The British Lbrary, 2010
- Bunt and Bill, 1902
- The Senior lieutenant's wager - and other stories, 1905
- The lost chord, Collins, 1905
- In A Roundabout Way, 1908
- Through mist and shadow, 1909
- Sweet Doreen, 1915
- Skenet bedrager : Roman, 1920
- Her last message, 1926
- Little Merry Face and His Crown of Content
- The little house under the hill
- Sheila's Presentiment

### Théâtre
- Miss Carnduff's Next-of-Kin a Comedietta in Two Acts. Act II, 1884
- Bound Together - Six courtes pièces pour la maison et l'école (Baltimore : John Murphy & Cie, 1897); co-écrit par Clara et Rosa Mulholland.

### Traductions
- The Little Hunchback, de la Comtesse de Ségur, 1876, réimpr. en fac similé par Kessinger Publishing, 2010  (ISBN 978-1160592291)
- The Power of St. Joseph - A Book of Meditations and Devotions in honour of the Foster-Father of Our LordI de Jean-Joseph Huguet, Dublin, McGlashan et Gill, 1876
- For little children. Advice on Piety, de Louis-Gaston de Ségur, 1895
- The mystical flora of St. Francis de Sales or The Christian life under the emblem of plants, Londres, 1880, rééd. Legare Street Press 2021, 166 p.  (ISBN 978-1014156358)